# Силвера, Сэм
 Сэмюэл Силвера  (англ. Samuel Silvera; род. 25 октября 2000, Лондон) — австралийский футболист, полузащитник английского клуба «Блэкпул» и сборной Австралии.

## Клубная карьера
Родился в Лондоне в семье англичанки и ямайца, вскоре переехал в Австралию. В детстве увлекался легкой атлетикой, затем стал заниматься футболом в «Национальном тренировочном центре Нового Южного Уэльса» (FNSW NTC) и местном футбольном клубе «Блэктаун Сити».
В 2017 году перебрался в «Вестерн Сидней Уондерерс», где стал выступать за молодёжную команду (до 20 лет) и был признан Лучшим игроком сезона 2017 года.

### «Сентрал Кост Маринерс»
После завершения контракта с «Уондерерс» по окончании сезона 2018/19, 21 июня 2019 года Силвера подписал годовой стипендиальный контракт с «Сентрал Кост Маринерс» после успешного просмотра в клубе. 31 июля 2019 года Силвера дебютировал в профессиональном футболе в матче 1/16 финала Кубка Австралии против «Мэйтленда», сыграв все 90 минут и отдав голевую передачу Майклу МакГлинчи. 28 августа 2019 года забил свой первый гол в матче 1/8 финала Кубка Австралии против «Брисбен Роар» (2:2), который в итоге его команда выиграла по пенальти. После яркого начала карьеры, в октябре 2019 года Силвера подписал новый трехлетний контракт с «моряками». В начале сезона 2020 года находился на просмотре в клубе MLS «Лос-Анджелес», но вернулся в Австралию.

### «Пасуш де Феррейра»
4 сентября 2020 года Силвера подписал контракт с клубом португальской Примейры «Пасуш де Феррейра» за нераскрытую плату. Вскоре был отдан в аренду в команду Второй лиги «Каза Пия». Сыграв всего 4 игры в «Каза Пия», в феврале 2021 года Силвера был отдан в аренду в клуб третьей лиги «Санжоаненсе».
Перед началом сезона 2021/22 Силвера вернулся в Австралию, перейдя на правах аренды в «Ньюкасл Джетс». Его решение присоединиться к «Ньюкаслу» вызвало споры среди болельщиков, учитывая давнее соперничество с его бывшим клубом «Сентрал Кост Маринерс».

### Возвращение в «Сентрал Кост Маринерс»
Проведя неплохой сезон в «Ньюкасле», перед началом сезона 2022/23 Силвера вернулся в «Сентрал Кост Маринерс», заключив трёхлетний контракт. Полузащитник забил в первом же матче после своего возвращения, в поединке против «Веллингтон Феникс» (2:2), а всего по итогам сезона отличился 8 раз, забив в том числе один из шести голов «моряков» в Гранд-финале А-Лиги.

### «Мидлсбро»
7 июля 2023 года подписал трехлетний контракт с клубом английского Чемпионшипа «Мидлсбро», сумма трансфера не разглашалась. Дебютировал 5 августа в домашней встрече против «Миллуолла» (0:1), выйдя на замену на 69-й минуте вместо Хэйдена Коулсона.

## Международная карьера
Осенью 2019 года впервые был вызван в молодёжную сборную Австралии, за которую дебютировал 9 сентября в ничейном поединке против Новой Зеландии.
В сентябре 2023 года получил первый вызов в главную сборную Австралии. Дебютировал 10 сентября, выйдя на замену вместо Мартина Бойла в товарищеском матче против сборной Мексики (2:2).

## Достижения
«Сентрал Кост Маринерс»
- Чемпион А-лиги : 2022/23